# 特勒克聖米克洛什

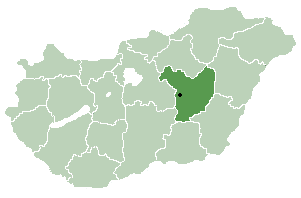

特勒克聖米克洛什（匈牙利語：Törökszentmiklós）是匈牙利的城鎮，位於該國中部，由加茲-納傑孔-索爾諾克州負責管轄，面積185.16平方公里，2011年人口21,185，其中約四成居民信奉天主教。
47°11′N 20°25′E / 47.183°N 20.417°E